# 983 (numero)
Novecentoottantatré (983) è il numero naturale dopo il 982 e prima del 984.

## Proprietà matematiche
- È un numero dispari.
- È un numero primo.
  - È un numero primo di Eisenstein.
  - È un numero primo sexy (imparentato con il 977).
  - È un numero primo sicuro.
  - È un numero primo troncabile a sinistra.
- È un numero di Ulam.
- È un numero omirp.
- È un numero di Wedderburn-Etherington.
- È un numero ondulante nel sistema di numerazione posizionale a base 9 (1313).
- È parte della terna pitagorica (983, 483144, 483145).

## Astronomia
- 983 Gunila è un asteroide della fascia principale.
- NGC 983 è una galassia spirale della costellazione del Triangolo.

## Astronautica
- Cosmos 983 è un satellite artificiale russo.